# Rammstein: Paris
Rammstein: Paris es un disco en vivo de la banda alemana lanzado el 19 de mayo de 2017. Las grabaciones de audio y video se realizaron en marzo de 2012 durante las presentaciones de Rammstein en el antiguo Palais Omnisports de Paris-Bercy
El proyecto fue dirigido por el sueco Jonas Åkerlund, con quien ya habían trabajado en distintos videos musicales como Mann gegen Mann , Pussy (canción de Rammstein), Ich tu dir weh y Mein Land.

## Versiones
El disco se lanzó en 5 diferentes versiones, que fueron:
- Rammstein: Paris (2 CD, también disponibles en plataformas digitales)
- Rammstein: Paris Standard Edition (DVD o Blu-ray)
- Rammstein: Paris Edición Especial (2 CD + DVD o Blu-ray)
- Rammstein: Paris Limited "Metal" Fan Edition (2 CD + Blu-ray)
- Rammstein: Paris Deluxe Box Set (4 vinilos + 2 CD + Blu-ray)

## Lista de canciones

### CD1
- Intro
- Sonne
- Wollt ihr das Bett in Flammen Sehen?
- Keine Lust
- Sehnsucht
- Asche Zu Asche
- Feuer Frei!
- Mutter
- Mein Teil
- Du Reichst so gut
- Links 2 3 4
- Du Hast
- Haifisch

### CD2
- Bück Dich
- Mann gegen Mann
- Ohne Dich
- Mein Herz Brennt
- Amerika
- Ich Will
- Engel
- Pussy
- Frühling In Paris

- Datos: Q24687061